# عين الضربان (عين الضربان لحلاف)
عين الضربان هي إحدى مشيخات المملكة المغربية، تتبع جغرافيا لإقليم سطات وإداريًا لعين الضربان لحلاف. يقدر عدد سكانها بـ 7115 نسمة حسب الإحصاء الرسمي للسكان والسكنى لسنة 2004.